# Классификация магматических горных пород
Классификация магматических горных пород, представленная на этой странице, разработана и утверждена Межведомственным петрографическим комитетом России и опубликована в Петрографическом кодексе России. Классификация лампрофиров, а также Классификация несиликатных и малосиликатных магматических горных пород в данной статье отсутствуют.
| Класс плутонических пород | Класс гипабиссальных пород | Класс вулканических пород |
| --- | --- | --- |
| Отряд ультраосновных пород (SiO2 = 30—45 %) | | |
| Нормальнощелочной подотряд: - Семейство оливинитов — дунитов: 1. Оливинит; 2. Дунит; - Семейство перидотитов: 1. Гарцбургит; 2. Лерцолит; 3. Верлит; 4. Роговообманковый перидотит. Щелочной подотряд: - Семейство мелилитолитов: 1. Ункомпагрит; 2. Турьяит; 3. Окаит; 4. Кугдит; 5. Мелилитолит; - Семейство ультраосновных фоидолитов: 1. Якупирангит; 2. Мельтейгит; 3. Ийолит; 4. Уртит; 5. Миссурит. | Лампроитовая серия: Щелочной подотряд: - Семейство ультраосновных лампроитов: 1. Оливин-диопсидовый ультраосновной лампроит 2. Оливин-флогопитовый ультраосновной лампроит Кимберлитовая серия: 1. Кимберлит 2. Оранжит 3. Кимберлитоид | Нормальнощелочной подотряд: - Семейство пикритов: 1. Пикрит; 2. Ферропикрит; 3. Низкотитанистый пикрит; 4. Высокотитанистый пикрит; 5. Ультраосновной пикробазальт. Умереннощелочной подотряд: - Семейство умеренно-щелочных пикритов: 1. Биотитовый пикрит. Щелочной подотряд: - Семейство щелочных пикритов: 1. Мелилитовый пикрит; 2. Фельдшпатоидный пикрит. - Семейство мелилититов: 1. Мелилитит; 2. Рушаит. - Семейство ультраосновных фоидитов: 1. Меланефелинит; 2. Нефелинит; 3. Мелаанальцимит; 4. Мелалейцитит; 5. Кальсилитит. |
| Отряд основных пород (SiO2 = 45—52 %) | | |
| Нормальнощелочной подотряд: - Семейство пироксенитов — горнблендитов: 1. Ортопироксенит; 2. Оливиновый ортопироксенит; 3. Вебстерит; 4. Оливиновый вебстерит; 5. Клинопироксенит; 6. Горнблендит; 7. Оливиновый горнблендит. - Семейство габброидов: 1. Троктолит; 2. Оливиновый норит; 3. Оливиновый габбронорит; 4. Оливиновое габбро; 5. Норит; 6. Габбронорит; 7. Габбро; 8. Анортозит. Умереннощелочной подотряд - Семейство монцогаббро: 1. Монцогаббро. - Семейство эссекситов: 1. Эссексит. Щелочной подотряд: - Семейство основных фоидолитов: 1. Полевошпатовый ийолит; 2. Полевошпатовый уртит; 3. Тавит; 4. Фергусит. - Семейство щелочных габброидов: 1. Тералит; 2. Тешенит; 3. Шонкинит; 4. Малиньит. - Семейство фоидовых монцогаббро: 1. Сэрнаит; 2. Науяит; 3. Рисчоррит.                                                            | 1. Пикродолерит; 2. Оливиновый долерит; 3. Долерит; 4. Лейкодолерит. Лампроитовая серия: Щелочной подотряд: - Семейство основных лампроитов: 1. Оливин-диопсид-флогопитовый основной лампроит 2. Оливин-диопсидовый основной лампроит 3. Диопсид-флогопитовый основной лампроит 4. Диопсид-флогопит-амфиболовый основной лампроит 5. Лейцит-флогопитовый основной лампроит | Нормальнощелочной подотряд: - Семейство пикробазальтов: 1. Основной пикробазальт; 2. Высокотитанистый пикробазальт; 3. Низкотитанистый пикробазальт; 4. Ферропикробазальт. - Семейство базальтов: 1. Магнезиальный базальт; 2. Оливиновый базальт; 3. Базальт; 4. Плагиобазальт; 5. Гиперстеновый базальт. Умереннощелочной подотряд: - Семейство трахибазальтов: 1. Магнезиальный трахибазальт; 2. Трахибазальт; 3. Гавайит; 4. Муджиерит; 5. Абсарокит. Щелочной подотряд: - Семейство основных фоидитов: 1. Анальцимит; 2. Полевошпатовый нефелинит; 3. Лейцитит. - Семейство щелочных базальтов: 1. Тефрит; 2. Лейцитовый тефрит; 3. Нефелиновый щелочной базальт; 4. Лейитовый щелочной базальт. - Семейство основных фонолитов: 1. Нефелиновый фонотефрит; 2. Лейцитовый фонотефрит. |
| Отряд средних пород (SiO2 = 52—63 %) | | |
| Нормальнощелочной подотряд: - Семейство диоритов: 1. Габбродиорит; 2. Диорит; 3. Кварцевый диорит. Умереннощелочной подотряд: - Семейство монцонитов: 1. Монцонит; 2. Монцодиорит; 3. Кварцевый монцодиорит. - Семейство сиенитов: 1. Сиенит; 2. Кварцевый сиенит. Щелочной подотряд - Семейство щелочных сиенитов (безфельдшпатоидных сиенитов): 1. Щелочной сиенит. - Семейство фельдшпатоидных сиенитов: 1. Фойяит; 2. Луяврит; 3. Мариуполит; 4. Миаскит; 5. Псевдолейцитовый сиенит; 6. Сыннырит. | Лампроитовая серия: Щелочной подотряд: - Семейство орендитов (средних лампроитов): 1. Лейцитовый орендит 2. Орендит 3. Амфиболовый орендит | Нормальнощелочной подотряд: - Семейство андезибазальтов: 1. Андезибазальт. - Семейство бонинитов — марианитов: 1. Бонинит; 2. Марианит. - Семейство андезитов: 1. Андезит; 2. Магнезиальный андезит; 3. Исландит; 4. Дациандезит. Умереннощелочной подотряд: - Семейство трахиандезибазальтов: 1. Трахиандезибазальт; 2. Шошонит. - Семейство трахианезитов — латитов: 1. Трахиандезит; 2. Банакит; 3. Латит; 4. Кварцевый латит. - Семейство трахитов: 1. Трахит; 2. Кварцевый трахит. Щелочной подотряд: - Семейство щелочных трахитов: 1. Щелочной трахит. - Семейство тефрифонолитов: 1. Нефелиновый тефрифонолит; 2. Лейцитовый тефрифонолит. - Семейство фонолитов: 1. Фонолит; 2. Лейцитовый фонолит.                                                                               |
| Отряд кислых пород (SiO2 = 63—78 %) | | |
| Нормальнощелочной подотряд: - Семейство гранодиоритов: 1. Тоналит; 2. Гранодиорит. - Семейство гранитов: 1. Плагиогранит (трондьемит); 2. Гранит. - Семейство лейкогранитов: 1. Лейкоплагиогранит; 2. Лейкогранит. Умереннощелочной подотряд: - Семейство граносиенитов: 1. Граносиенит (сиеногранит). - Семейство умеренно-щелочных гранитов: 1. Монцогранит (адамеллит); 2. Щелочнополевошпатовый гранит; 3. Микроклин-альбитовый гранит. - Семейство умеренно-щелочных лейкогранитов: 1. Монцолейкогранит; 2. Аляскит; 3. Микроклин-альбитовый лейкогранит. Щелочной подотряд: - Семейство щелочных граносиенитов: 1. Щелочной граносиенит; - Семейство щелочных гранитов: 1. Щелочной монцогранит; 2. Щелочной микроклин-альбитовый гранит. - Семейство щелочных лейкогранитов: 1. Щелочной аляскит; 2. Щелочной микроклин-альбитовый лейкогранит. | 1. Аплит | Нормальнощелочной подотряд: - Семейство дацитов: 1. Плагиодацит; 2. Дацит. - Семейство риодацитов: 1. Плагиориодацит; 2. Риодацит. - Семейство риолитов: 1. Плагиориолит; 2. Риолит. Умереннощелочной подотряд: - Семейство трахидацитов: 1. Трахидацит. - Семейство трахириодацитов: 1. Трахириодацит; 2. Щелочнополевошпатовый трахиориодацит; 3. Онгонит. - Семейство трахириолитов: 1. Трахириолит; 2. Щелочнополевошпатовый трахиориолит; 3. Онгориолит. Щелочной подотряд: - Семейство пантеллеритов — коммендитов: 1. Пантеллерит (щелочной риодацит); 2. Комендит (щелочной риолит). |
| Отряд ультракислых пород (SiO2 > 78 %) | | |
| Умереннощелочной подотряд: - Семейство каритов: 1. Карит. | отсутствуют | отсутствуют |